# 한민구
한민구(韓民求, 1951년 8월 30일~)는 대한민국의 군인으로 제40대 육군참모총장, 제36대 합동참모의장, 제44대 국방부 장관을 역임하였다. 호는 단허(丹虛)이다.

## 학력
- 1964년 내수초등학교
- 1967년 내수중학교
- 1970년 청주고등학교 졸업
- 1975년 육군사관학교 31기 학사
- 1979년 서울대학교 서양사학 학사
- 1984년 육군보병학교 졸업
- 1986년 육군기갑학교 졸업
- 1992년 연세대학교 행정대학원 외교안보학 석사

## 주요 경력
- 1982년 10월~1984년 8월: 육군사관학교 전사학과 교수
- 1985년 8월~1986년 10월: 대한민국 육군 제27사단 작전과장
- 1994년 9월~1996년 3월: 대한민국 육군 제50보병사단 123연대장
- 1997년 3월 ∼ 1999년 11월: 국방부 정책기획국 정책조정과장
- 2000년 4월~2002년 4월: 대한민국 육군본부 비서실장(육군 준장)
- 2002년 4월~2003년 4월: 대한민국 육군 기획관리참모부 전략기획처 처장
- 2003년 4월~2004년 5월: 대한민국 육군 제53보병사단장(육군 소장)
- 2004년 5월~2005년 5월: 국방부 국제협력관
- 2005년 5월~2006년 12월: 국방부 정책기획관
- 2006년 12월~2008년 4월: 육군 수도방위사령관(육군 중장)
- 2008년 4월~2009년 9월: 대한민국 육군참모차장
- 2009년 9월~2010년 6월: 제40대 대한민국 육군참모총장(육군 대장)
- 2010년 7월~2011년 10월: 제36대 대한민국 합동참모의장 겸 통합방위본부장
- 2011년 11월~2013년 10월: 국방과학연구소 연구자문위원
- 2012년 7월~2014년 6월: 의병정신선양중앙회 고문
- 2012년 8월~2014년 6월: 미래국방포럼 의장
- 2012년 9월~2014년 6월: 육군사관학교 석좌교수
- 2013년 1월~2013년 11월: 육군본부 정책연구위원회 정책발전자문관
- 2013년 3월~2014년 6월: 대한민국 건국회 이사
- 2013년 8월~2014년 6월: 6.25공원국민운동본부 자문위원
- 2013년 9월~2014년 5월: 철기이범석장군기념사업회 상임고문
- 2014년 6월~2017년 7월: 제44대 국방부장관
- 2019년 4월~: 제2대 한국국가전략연구원 원장
- 사단법인 훈민정음기념사업회 고문
- 2021년 10월~: 중원대학교 사회문화대학 석좌교수
- 2022년 8월~: 충청북도 특별명예고문
- 2024년 10월 ~ 2024년 10월: 조전혁 체인지캠프 선대위 고문단

## 주요 훈장
- 1999년 보국훈장 삼일장
- 2004년 보국훈장 천수장
- 2011년 미국 공로훈장
- 2011년 보국훈장 통일장

## 진급
- 1975년 육군 소위 임관
- 1999년 육군 준장[2]
- 2003년 육군 소장
- 2006년 육군 중장
- 2009년 육군 대장

## 가족 관계
- 항일 의병장 청암 한봉수의 손자이다.

## 기타
군 내부에서는 정책 및 전략기획에 정통한 최고의 군사전문가로 알려져 있는데 야전군사령관을 거치지 않고 합참의장 자리에 오른 것은 매우 드물다. 슬하에 1남 1녀를 두었다.

## 사건
한민구에게 배달된 소포에서 식칼, 백색가루, 협박문이 발견되었다. 협박문에는 '그 놈의 주둥이를 함부러 놀려 기어이 한반도에 핵전쟁의 불러오느냐, 네 놈을 그냥 두고서는 우리 국민이 다 죽을 것 같아 처단하기로 결심했다'는 내용이 담겨 있었고, 식칼의 앞뒷면에 '한민구, 처단'이라고 적혀 있었다.
2018년 7월, 국군기무사령부 계엄령 준비 사건의 주범으로서 수사를 받게 되었고 출국금지 조치되었다.